# Eugene Hütz

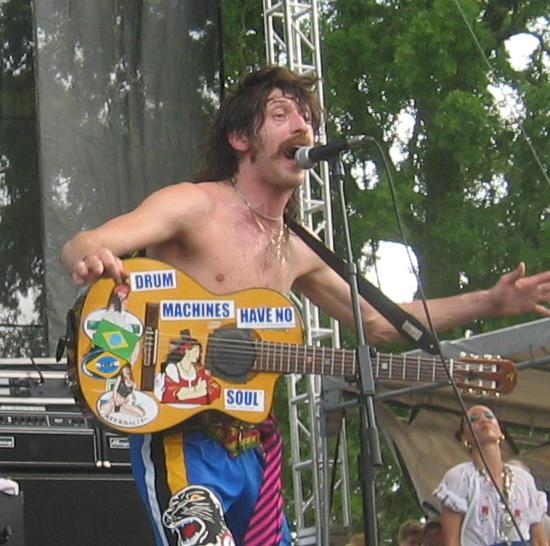
Apresentação de Hütz em Bonnaroo, junho de 2008.

Yevgeniy Aleksandrovich Nikolayev, (Boyarka, 6 de Setembro de 1972) - é um cantor e ator ucraniano, mais conhecido por seu nome artístico de Eugene Hütz e seu trabalho como líder da banda Gogol Bordello e também atua como Dj em casas noturnas do Rio de Janeiro e Nova York onde promove a cultura Balkan.
Pertence à etnia cigana da Ucrânia.
Tem como principais êxitos as músicas "Start Wearing Purple" e "Tribal Connection".
Participou do filme Sujos e Sábios dirigido por Madonna e Uma Vida Iluminada junto com Elijah Wood.

## Biografia
Hütz nasceu em Boyarka, perto de Kiev, filho de pai russo e mãe, que era de meia ascendência cigana. Seu pai era um açougueiro que também tocava guitarra em uma das primeiras bandas de rock da Ucrânia, Meridian.
Sua chegada aos Estados Unidos foi uma longa jornada pela Polónia, Hungria, Áustria e Itália. Descendentes dos ciganos chamados Servo Roma (uma tribo conhecida por seus ferreiros, vendedores de cavalo e músicos), Hütz e sua família fugiram de sua terra natal depois de ouvir sobre Chernobyl. Durante a caminhada de sete anos nos campos de refugiados do Leste Europeu, procedeu a Hütz uma experiência de imigrante que se reflete em sua composição. No entanto, é sobre a cultura Cigana e Ucraniana que é sua inspiração central, influenciando seu estilo de vida e a música de Gogol Bordello.
Hütz chegou em Vermont, em 1991, como refugiado político por meio de um programa de reassentamento com a mãe, pai e Yosef, primo materno.

## Gogol Bordello

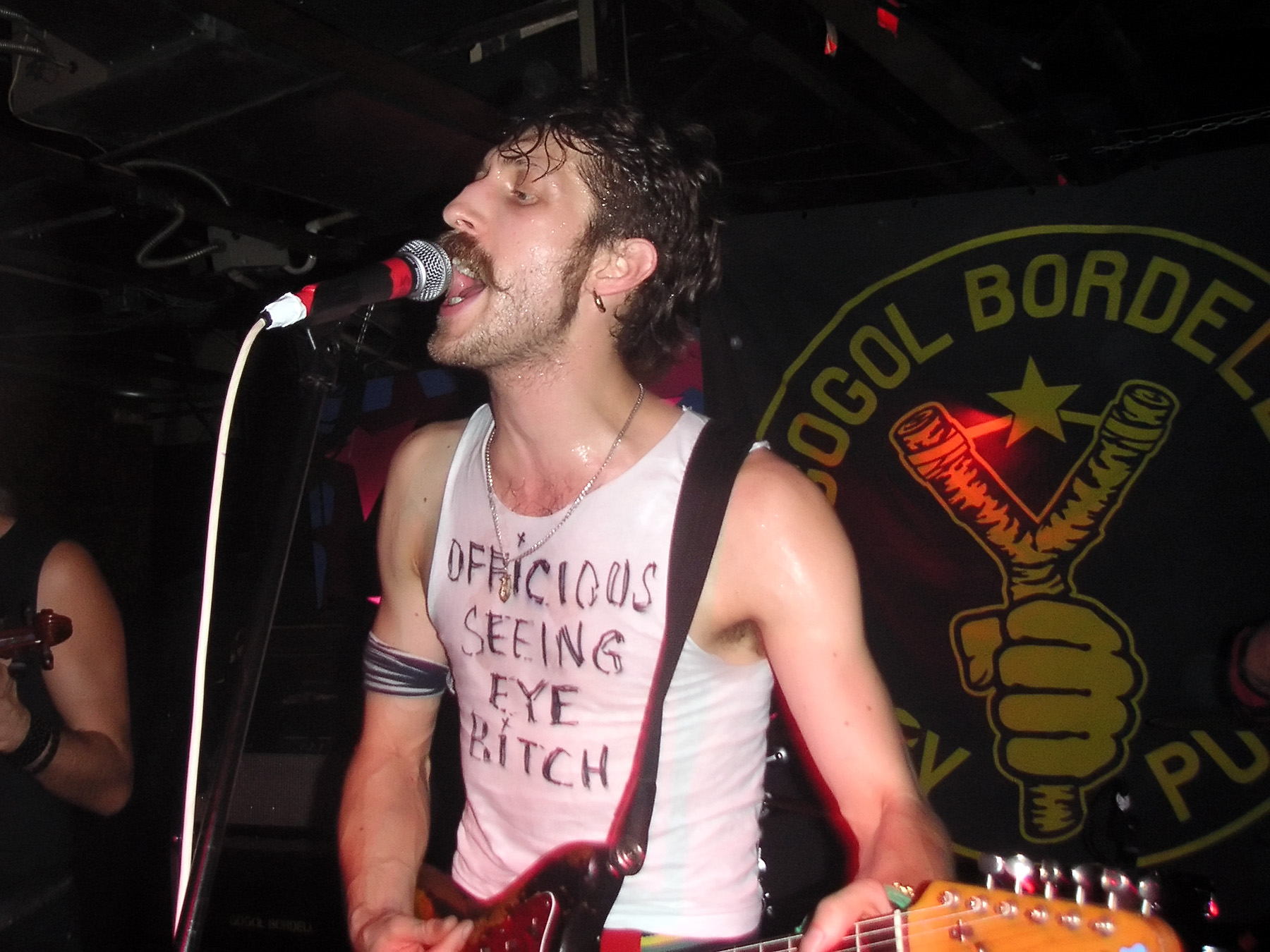
Gogol Bordello, Eugene Hütz

Hütz começou sua carreira musical na Ucrânia com a banda Uksusnik. Enquanto em Vermont, Hütz formou The Fags. Mais tarde, Hütz mudou-se para Nova York e assumiu o nome alemão de sua mãe solteira de Hütz. Foi em Nova York, onde conheceu os membros do Gogol Bordello incluindo o violinista Sergey Ryabtsev, acordeonista Yuri Lemeshev, Oren Kaplan guitarrista, baterista Eliot Ferguson e bailarinos Pamela Jintana Racine e Elizabeth Sun .
Estava criado o Gogol Bordello.
Em 1999, Gogol Bordello lançou seu primeiro álbum Voi-La Intruder, produzido por Nick Cave & the Bad Seeds baterista Jim Sclavunos. Em setembro de 2002 a banda lançou seu segundo álbum Multi Kontra Culti vs Irony. Em 2005, a banda lançou o E.P. East Infection seguido no mesmo ano pela estreia SideOneDummy Gypsy Punks: Underdog World Strike, produzido pela marca indie de Steve Albini. O próximo CD do Gogol Bordello, Super Taranta! (Produzido por Victor Van Vugt) tornou-se um dos seus lançamentos mais aclamados com música crítico Robert Christgau chamada Gogol Bordello "banda mais visionária do mundo." O álbum seguinte, Trans-Continental Hustle, será lançado em 27 de abril de 2010, e o LP em 11 de maio de 2010 .
Os shows ao vivo do Gogol Bordello e Hütz é cativante pela presença de palco imprevisível, ganharam convites para alguns dos locais mais progressistas do mundo, incluindo o Museu Whitney, em Nova York, a Tate Modern em Londres e na Bienal de Veneza, na Itália. Gogol Bordello também cresceu de um fenómeno popular em todo o mundo uma sensação no circuito de festivais de ter tocado em eventos, incluindo Rock in Rio, Coachella, Bonnaroo, Lollapalooza, Glastonbury, Reading, Virgin Mobile Fest, Leeds, Bumbershoot, Austin City Limits Music Festival, um Campingflight para Lowlands Paradise e muitos outros.

## Vida pessoal
Hütz é um ávido defensor dos Direitos Romani, usando a sua música para introduzir a cultura cigana a um público mais vasto. Quando ele não está em turnê com Gogol Bordello, Hütz pode ser encontrado atuando como DJ no lendário Bar búlgaro também conhecido como "Mehanata" em Nova York ou em turnê com o grupo cigano russo Kolpakov Trio, liderado pelo seu mentor Sasha Kolpakov. Eugene não tem irmãos, embora ele se refira ao seu primo materno como seu irmão, que fez uma aparição no filme Uma Vida Iluminada tocando trompete. Ambos Eugene e seu primo são Romani. Sua avó materna é o seu vínculo com suas raízes Romani, embora esse conhecimento foi mantido afastado dele até que os seus quatorze anos. Em outubro de 2008, Hütz disse ao LA Weekly que ele tinha se mudado para o Rio de Janeiro, Brasil. Em Novembro de 2009, disse a Pagina/12 que ele tinha se mudado para São Paulo.